# Proiezione di Newman

Proiezioni di Newman (intorno al legame σ formatosi tra il carbonio 2 e il carbonio 3) per la molecola del butano che evidenziano, dall'alto in basso, rispettivamente i conformeri gauche, anti e quello eclissato.

La proiezione di Newman è un metodo utilizzato per la rappresentazione grafica di una struttura molecolare che consiste in una proiezione frontale lungo il legame tra due atomi, legame che è nascosto, con i legami che si dipartono dall'atomo anteriore che giungono al centro della proiezione mentre i legami che si dipartono dall'atomo posteriore sono indicati parzialmente.
La proiezione di Newman è particolarmente sfruttata nello studio della conformazione dei composti aciclici, in quanto riesce a evidenziare facilmente i diversi conformeri sfalsati o eclissati considerando semplicemente l'effetto della rotazione lungo l'asse di legame in cui è effettuata la proiezione. Graficamente è possibile mettere in relazione in modo chiaro i vari conformeri ottenibili e la loro energia associata, in modo tale da evidenziarne il diverso livello di stabilità. Si nota che i conformeri a più alta energia, e quindi quelli più instabili, sono quelli che presentano i gruppi a maggiore ingombro sterico in posizione eclissata, mentre nella configurazione a minore energia tali gruppi sono in posizione opposta l'uno all'altro (anti). Se invece questi due gruppi sono adiacenti, la conformazione viene definita gauche.
Questa rappresentazione stereochimica fu introdotta dal chimico statunitense Melvin Spencer Newman nel 1952.